# Hans dell'Allio
Hans (Giovanni) Allio (? – Varaždin, 1593.), klesar i graditelj. Bio je brat i suradnik graditelja Domenica dell'Allija.
Spominje se u drugoj polovici 17. stoljeća u Klagenfurtu gdje je radio na obnovi župne crkve St. Ruprecht. Djelovao je i u Varaždinu, gdje radi na pregradnji Starog grada, gradske vijećnice i župne crkve sv. Nikole. Također je radio u Koprivnici i Križevcima.
Umro je 1593. godine u Varaždinu.

## Vanjske poveznice
- Artisti Italiani in Austria